# Namihaya Dome
Namihaya Dome (jap. なみはやドーム Namihaya Dōmu) – hala sportowa znajdująca się w Kadoma, w prefekturze Osaka, w Japonii.
Budowa została zakończona na początku 1996 roku. Głównym architektem był Mamoru Kawaguchi, założyciel firmy Kawaguchi & Engineers. Kopuła składa się głównie z żelbetowych i stalowych ram i zajmuje powierzchnię około 25 000 m². Wewnątrz znajduje się główna arena oraz oddzielny basen, sala treningowa, sala wielofunkcyjna, sale konferencyjne i Restaurant Namihaya. Główna arena posiada 6 tys. stałych miejsc z możliwością pomieszczenia 10 tys. osób. Jest tam również duży wyświetlacz i ekran wyświetlający wyniki.

## Zastosowanie areny
Zastosowanie areny zmienia się wraz z porami roku.
- W lecie arena dysponuje basenem o wymiarach 50 m na 25,5 m, gdzie głębokość można zmieniać dzięki ruchomej podłodze. Posiada też basen do nurkowania (wymiary 25 m na 25 m) z trzema platformami do nurkowania i pięcioma trampolinami, ma także ruchome podłogi.
- W zimie arena dysponuje lodowiskami. Główne lodowisko ma wymiary 60 m na 30 m.
- Jesienią i wiosną arena przekształca się halę sportową, gdzie odbywają się zawody sportowe, wystawy i konferencje.

## Wydarzenia sportowe
- W 2005 roku odbył się finał Grand Prix w łyżwiarstwie figurowym (solistki, soliści, pary sportowe, pary taneczne)[3].
- Niektóre gry z Pucharu Świata w Piłce Siatkowej Kobiet 2003.
- Niektóre gry krajowych meczów tenisowych Pucharu Davisa mają miejsce w tym obiekcie.
- Mistrzostwa w Łyżwiarstwie Figurowym w latach 2009–2010, 2007–2008, 2001–2002.